# Manius Acilius Aviola
Manius Acilius Aviola est un sénateur romain qui sert comme consul  en 239 en tant que collègue de l'empereur Gordien III. Il est considéré comme un fils du Manius Acilius Aviola qui est mentionné comme étant présent enfant aux réunions des Frères Arvales pour les années 183 et 186 ; ainsi que le descendant du consul homonyme de l'an 122.
Aviola devait peut-être être nommé consul après le jeune empereur Gordien en raison de son rôle de chef de l'opposition sénatoriale à Maximinus Thrax, ainsi que pour distraire la colère sénatoriale face au meurtre des patriciens Pupienus et Balbinus, que le Sénat avait nommés empereurs pour être assassinés par les partisans de Gordien.